# Chaenodraco wilsoni
Chaenodraco wilsoni är en fiskart som beskrevs av Regan, 1914. Chaenodraco wilsoni ingår i släktet Chaenodraco och familjen Channichthyidae. Inga underarter finns listade i Catalogue of Life.